# Фаминцын, Сергей Андреевич
Сергей Андреевич Фаминцын (1745—1819) — генерал-поручик, герой русско-турецкой войны 1769—1774 годов.
Родился 2 (13) июля 1745 года, в семье директора московского Генерального госпиталя генерал-майора Андрея Егоровича Фаминцына (ум. 1787) от его брака с Аграфеной Алексеевной Зыбиной (1716—08.08.1802), дочерью Алексея Кирилловича Зыбина[уточнить] и княжны Марии Васильевны Юсуповой.
В военную службу записан в 1754 году, служил по армейской пехоте. Принимал участие в русско-турецкой войне 1768—1774 годов и 1 ноября 1770 года в чине секунд-майора Севского пехотного полка был награждён орденом св. Георгия 4-й степени (№ 73 по кавалерскому списку Судравского и № 72 по списку Григоровича — Степанова)
За отменную храбрость и мужество, оказанные при осаде Бендерской крепости, будучи первоступившим при штурме на главную крепость, предводительствуя подчиненными своими к отниманию у неприятеля держанных еще ими бастионов и улиц.
Вслед за тем он был произведён в премьер-майоры. 14 декабря 1771 года он был удостоен ордена св. Георгия 3-й степени (№ 35 по кавалерским спискам)
При городе Мачине 20-го октября 771 года, употребляя себя везде против неприятеля храбро, взял неприятельскую батарею.
22 сентября 1775 года произведён в полковники и назначен командиром ещё не образованного Новохопёрского казачьего полка, формированием которого и занимался.
В 1785 году произведён в генерал-майоры и 1790 году уволен от военной службы с чином генерал-поручика. В дальнейшем служил на гражданских должностях и с 1796 года состоял при Кавказском корпусе. В отставку вышел 4 ноября 1800 года.

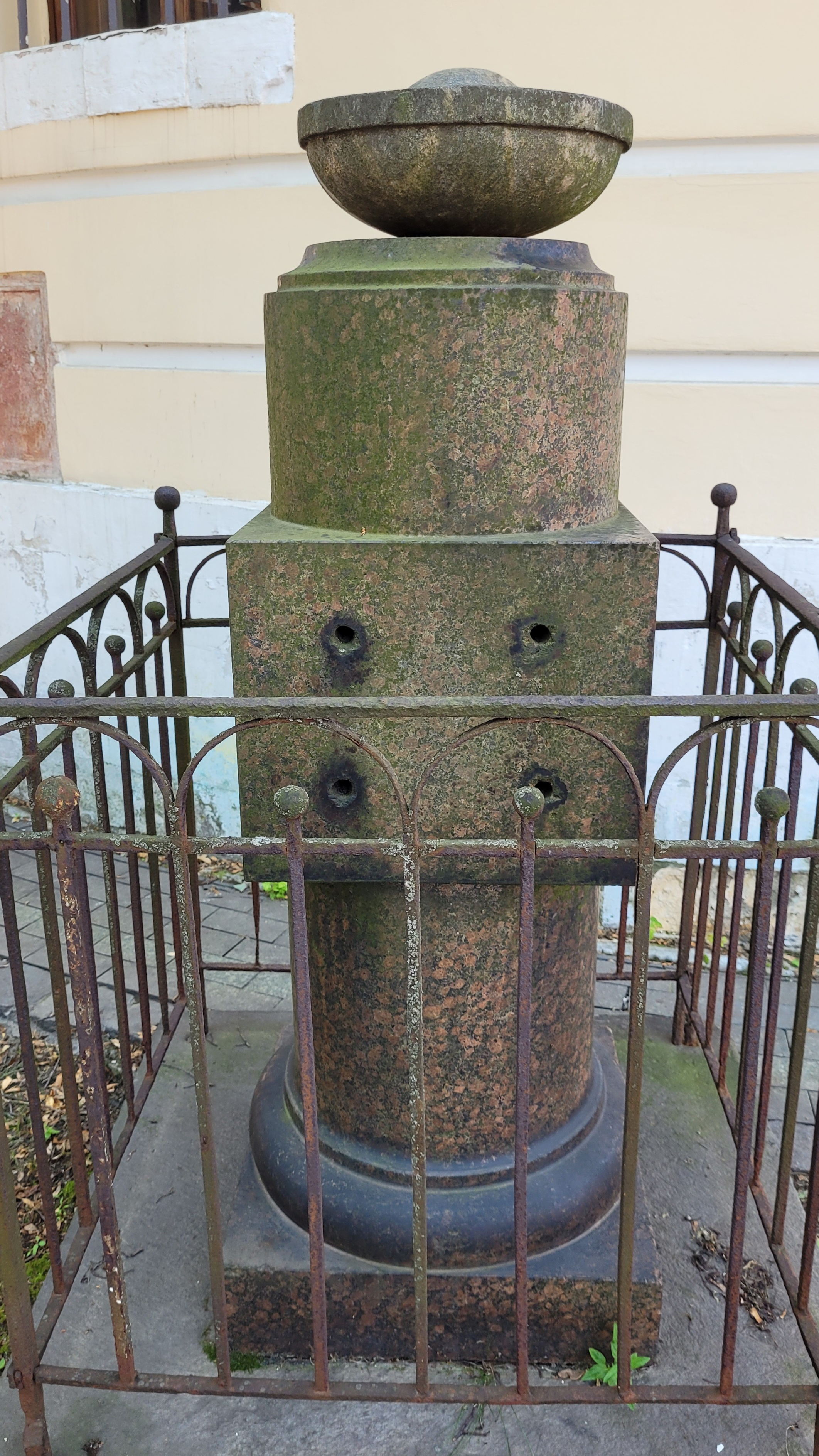
Надгробие С.А. Фаминцына (1745-1819) в некрополе Донского монастыря (участок 3).

Скончался 8 января 1819 года в Москве, похоронен на кладбище Донского монастыря.
Его брат Егор был действительным статским советником, Харьковским вице-губернатором и директором Московского ассигнационного банка.